# Soa (Cameroun)
Pour les articles homonymes, voir Soa.
Soa est une ville du département de la Méfou-et-Afamba dans la région du Centre du Cameroun. Limitrophe de la capitale camerounaise Yaoundé, elle constitue une ville universitaire siège de l'université de Yaoundé II.

## Géographie
La localité est située sur la route départementale D46 à 18 km au nord-est de Yaoundé, place Ahmadou Ahidjo, à 3°59 latitude nord et 11°36 longitude est. D’une superficie de 325 km2, elle est limitée :
au sud par la commune de Nkolafamba et la commune d’arrondissement de Yaoundé V, à l’ouest par la commune d'Obala, à l’est par les communes d’Esse et d'Awaé et au nord par les communes d'Obala et d'Edzendouan.
| Obala                    | Obala      | Edzendouan |
| Okola                    | Soa        | Esse       |
| Yaoundé I, Yaoundé V, IV | Nkolafamba | Awaé       |

## Histoire
La commune mixte rurale de Djoungolo-Nord est instaurée en 1959, elle prend le nom de Soa en 1964. L'arrondissement de Soa est créé en 1979.

## Administration
Plusieurs maires et dirigeants se sont succédé à la tête de la commune depuis 1959.
| Période     | Identité           | Parti | Notes                              |
| ----------- | ------------------ | ----- | ---------------------------------- |
| depuis 2007 | Essama Embolo      | RDPC  | cadre bancaire                     |
| 2002 - 2007 | Laurentine Mbede   |       |                                    |
| 1996 - 2002 | Essama Embolo      | RDPC  | cadre bancaire                     |
| 1987 - 1995 | Pascal Nkodo Abomo |       | administrateur municipal           |
| 1985 - 1987 | Jean Messi         |       |                                    |
| 1975 - 1985 |                    |       | chef de district, puis Sous-préfet |
| 1959 - 1975 | Prosper Eloumdéné  |       | Maire nommé                        |

## Population
Lors du recensement de 2005, la commune comptait 30 588 habitants, dont 15 456 pour la ville de Soa. En 2014, la commune compte 69 084 habitants dont 19 885 pour Soa-Ville.
| 1963   | 2005   | 2014   |
| ------ | ------ | ------ |
| 15 082 | 30 588 | 69 084 |

## Organisation
La Commune de Soa compte quarante (40) villages repartis dans quatre (04) groupements (Mbende, Ntouessong, Ebang et Ngali).
Outre Soa et ses quartiers, la commune comprend les villages suivants, :

### Soa ville
- Banda
- Soa Centre
- Soa Metondo
- Okoa

### Groupement Mbende
- Ebogo I
- Essimel
- Essong Mintsang
- Koulou
- Ngoungoumou
- Nkolfoulou I
- Nkolfoulou II
- Nsan
- Oboa
- Okoa

### Groupement Ebang
- Akak I
- Ebang I
- Ebang II
- Meyos
- Nkomotou I
- Nkozoa

### Groupement Ngali
- Abondo
- Ebogo II
- Ebogo III
- Ebogo IV
- Foulassi
- Ngali I
- Ngali II

### Groupement Ntouessong
- Akak II
- Andon
- Mbasan I
- Mbasan II
- Mebougou
- Nkoltsit
- Ntouessong V
- Ntouessong VI
- Ntouessong VII
- Ntouessong VIII
- Ntouessong IX
- Ntouessong X
- Ongandi
- Ovangoul
- Tigmelen

## Éducation
La ville abrite le principal campus de l'université de Yaoundé II, qui en compte cinq, elle est fondée en 1993. Le campus universitaire s'étend sur 325 ha.

## Cultes
La paroisse catholique de Saint Marc de Soa fait partie de la zone pastorale de Soa de l'archidiocèse de Yaoundé.

## Culture
L'Institut Confucius est installé sur le Campus depuis 2007, de nouveaux équipements et bâtiments sont inaugurés en 2017.

## Jumelage
- Gien (France) depuis 2005.